# Бета-маннозидоз
Бета-маннозидоз — редкое аутосомно-рецессивное наследственное заболевание из группы лизосомных болезней накопления, связанное с нарушением метаболизма олигосахаридов в результате снижения активности фермента лизосом бета-маннозидазы.

## Патогенез
Генетически детерминированный дефект фермента β-маннозидазы, участвующего в расщеплении сложных углеводов в лизосомах ведёт к накоплению метаболитов внутри клетки с последующим нарушением её функции. Этот фермент кодируется геном MANBA, который расположен на длинном плече 4-й хромосомы (локус 4q22-25).

## Наследование

Аутосомно-рецессивный механизм наследования маннозидоза: оба родителя являются носителями дефектного гена (помечен красным кружочком). По законам Менделя вероятность того, что дети будут носителями мутантного гена (как их родители), — 50 %, вероятность рождения ребёнка без мутации — 25 %, вероятность рождения больного ребёнка — 25 %.

Маннозидоз наследуется, как и подавляющее большинство лизосомных болезней накопления, по аутосомно-рецессивному типу наследования. Следовательно, с одинаковой частотой встречается как у мужчин, так и у женщин. Заболевание клинически манифестирует только в случае, когда обе аутосомы, полученные по одной от отца и матери, являются дефектными (повреждение обеих копий гена MANBA, находящихся на гомологичных аутосомах, локус 4q22-25).

## Клиническая картина
Новорождённые пациенты кажутся здоровыми, а развитие болезни отличается разнообразными клиническими проявлениями. Начало инфантильной формы заболевания характеризуется наличием более выраженных проявлений нейродегенерации, вплоть до развития интеллектуальной инвалидности у некоторых детей. Потеря слуха и наличие ангиокератом — наиболее частые признаки заболевания. Однако, в связи с тем, что данная генетическая патология встречается крайне редко, полный фенотип болезни до конца не изучен.
В результате своей редкости и не специфичности клинических проявлений, диагноз: β-маннозидоз может быть установлен с опозданием. Описаны случаи ретроспективной диагностики у взрослых пациентов на фоне сформировавшейся интеллектуальной инвалидности, сопровождающейся расстройствами поведения, включая агрессию.